# 아이오닉 5
아이오닉 5(영어: Ioniq 5, IONIQ 5로 표기)는 현대자동차의 컴팩트 크로스오버 SUV 형태의 해치백이다. 현대자동차의 EV 브랜드인 아이오닉 브랜드의 첫번째 순수 전기차량이다.
현대자동차가 개발한 EV 전용 플랫폼인 E-GMP가 적용된 첫 차종으로, 2021년 2월 23일에 대중에 처음으로 공개되었다. 대한민국에서는 잇따른 화재 사고로 품질 문제가 불거지면서 페이스리프트와 함께 대한민국 내수에서 판매가 중단된 1세대 코나 EV의 자리를 한동안 대체했으며, 1세대 아이오닉 일렉트릭같이 전기택시로도 간간히 이용 중이다.
또한 현대자동차가 전동화 모델을 앞세워 일본 승용차 시장 재진출을 선언하여, 2022년 2월 8일 FCEV인 넥쏘와 함께 일본 시장에도 출시했다. 일본에서는 온라인으로 계약을 받아 판매한다. 2022년 7월에는 교토의 재일교포계 택시 회사인 MK 택시와 차량 공급 계약을 맺었다.
2022년에는 현대자동차의 인도네시아 브카시 현지공장에서도 생산한다.

## 1세대(NE)

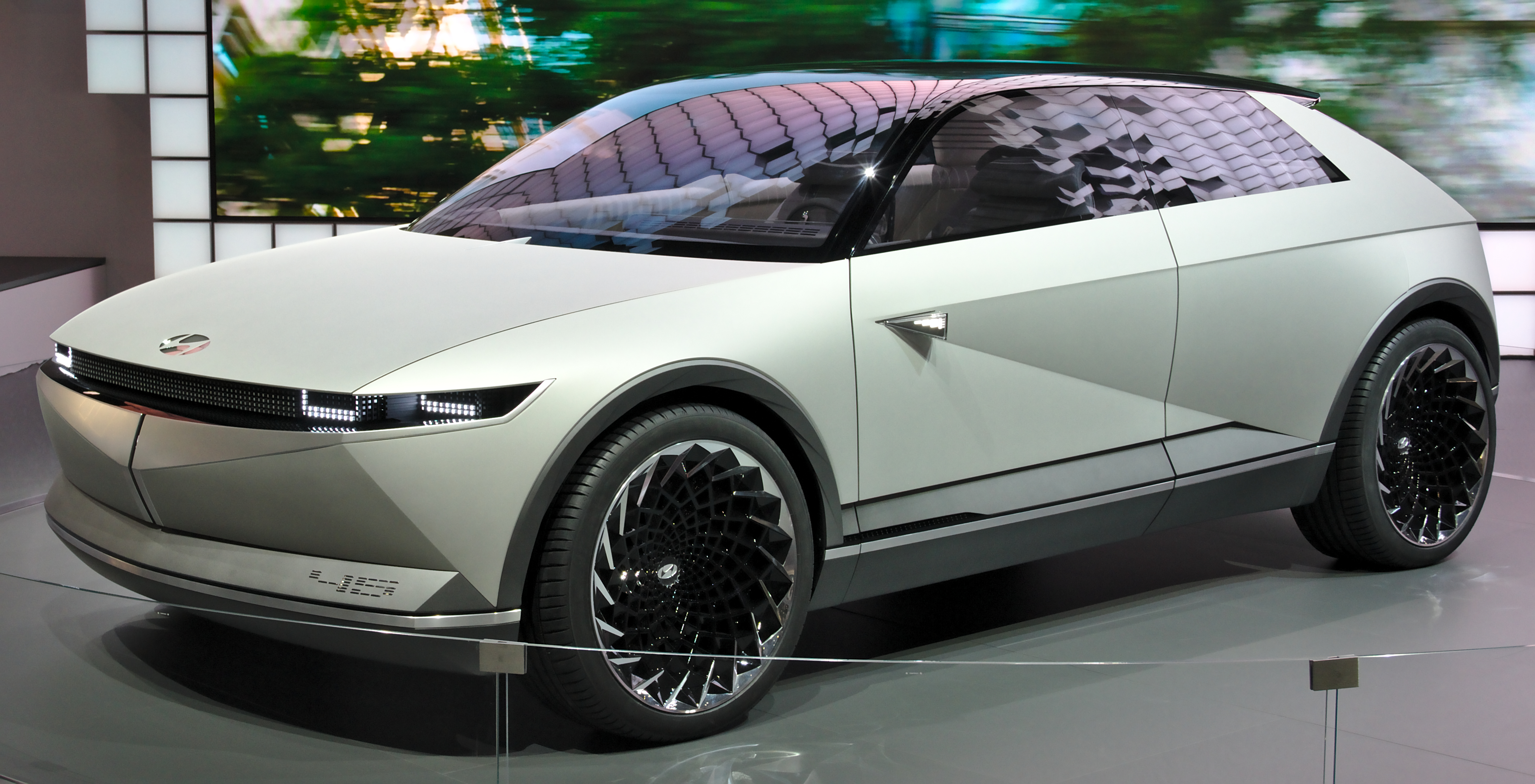
2019년 프랑크푸르트 모터쇼에서 공개된 45 EV 컨셉트카 정측면

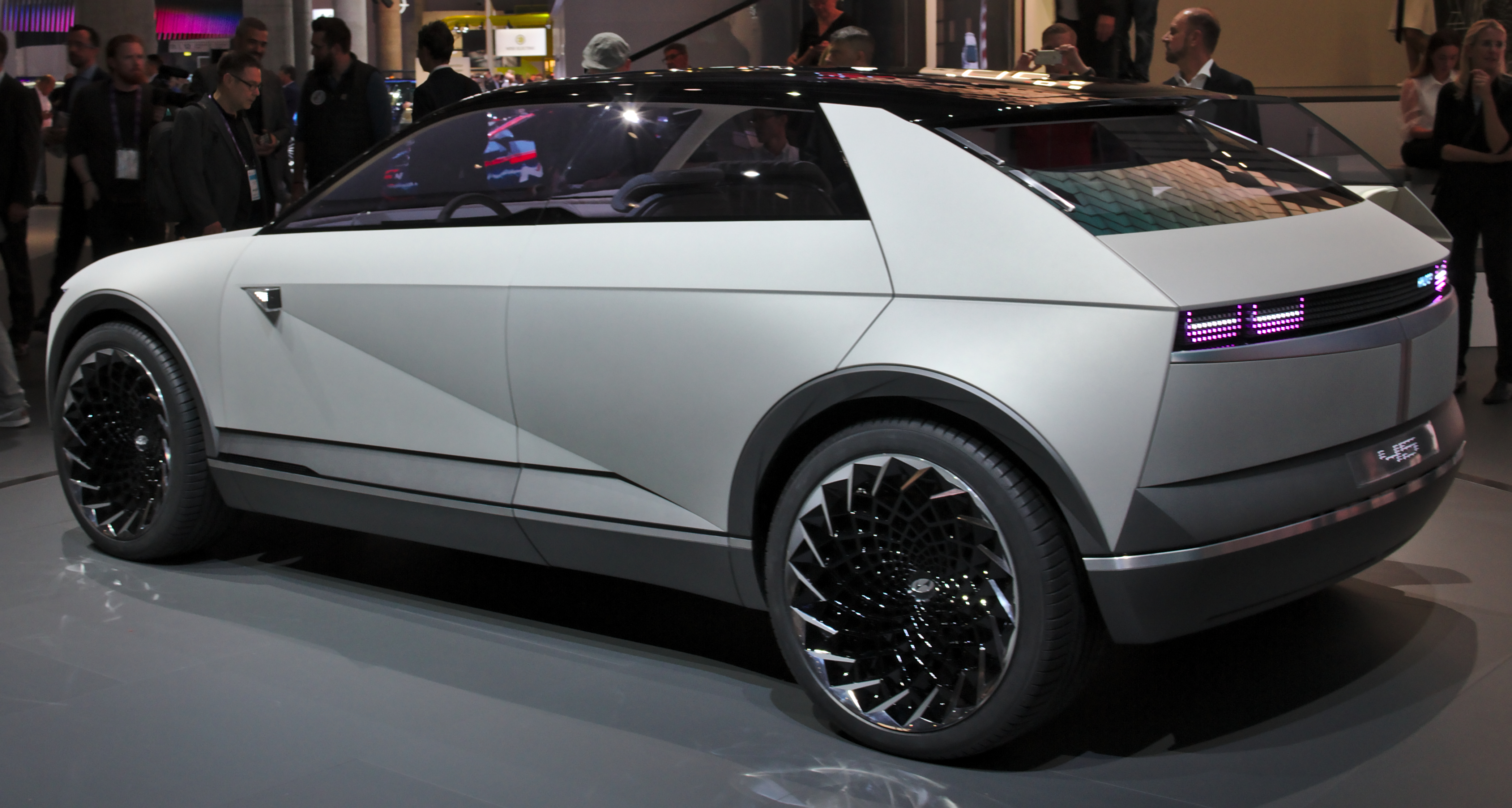
2019년 프랑크푸르트 모터쇼에서 공개된 45 EV 컨셉트카 후측면

2019년 프랑크푸르트 국제 모터쇼에서 현대 45 EV 컨셉트라는 이름의 컨셉트 카로 첫 선을 보였다. 이때 공개된 컨셉트 카와 실제 양산 차량 모두 특징적인 파라메트릭 픽셀 (Parametric Pixel) 디자인을 보여준다. 엔진 덮개는 양쪽 바퀴까지 확장되어 매끈한 모습으로 제작되었다. 45라는 이름은 45년 전 조르제토 주지아로가 디자인한 현대 포니를 기리는 의미에서 붙여진 이름이다. 차량 외부는 45° 다이아몬드 형태의 윤곽을 지녔으며 C필러 역시 45°로 꺾인 형상으로 설계되었다. 또한 차체의 측면에 45라는 숫자가 표시된다.
개발 과정에서 NE라는 코드명으로 불린 아이오닉 5는 현대자동차그룹의 EV 전용 플랫폼 E-GMP를 처음 적용한 모델로, 3m에 달하는 휠베이스 공간을 확보하고 굴곡없이 편평한 내부 바닥을 구현할 수 있었다. 이는 기술자들이 140mm가량 위치를 조정할 수 있는 전면부 중앙 콘솔을 개발하는데 도움을 주었다. 적재 공간은 531 L이며 뒷좌석을 접으면 최대 1,600L까지 확장할 수 있다.
대시보드는 단일한 유리판으로 마감된 두 개의 12인치 스크린으로 덮여있으며 하나는 계기판 역할을, 다른 하나는 인포테인먼트를 표시한다. 내부 부품 상당수는 PET 병 등 재활용된 소재로 제작되었다. 지붕은 아무런 지지체 없이 하나의 큰 유리판으로 만들어졌다.
차량에 내장된 V2L(Vehicle-to-Load) 기능을 통해 전자장비를 충전할 수 있다. 뒷좌석 하단부와 차량 외부에 위치한 충전 포트로 3.6 kW의 전기 에너지를 공급받는다. 외부 충전 포트는 차량의 시동이 꺼져 있어도 전원을 공급할 수 있다.

### 파워트레인
현대모비스에서 자체 개발한 영구자석 동기모터가 탑재되어 있다. 이 모터의 고정자 코어는 헤어핀 권선 방식을 사용하는데 헤어핀 권선을 모터에 감아 분포권을 형성하여 고정자 코어를 이룬다. 헤어핀 권선은 코일 끝단을 트위스트 성형한 뒤 용접하는 방식을 채택하고 있는데 여기서 발생하는 비드 (부풀어 오르는 현상)나 기공이 발생하면 모터 효율 저하로 에너지 손실이 발생한다. 이를 최소화하기 위하여 제조 공정상 용접 조건과 환경 최적화, 생산 과정에서의 기공과 비드 산포의 최적관리등을 하여 상기 문제로 인한 에너지 손실을 최소화하였다. 또한 고속영역에 들어서면서 발생하는 전류의 저항, 즉 역기전력 발생으로 출력저하를 최대한 방지하기 위해 IPM-SynRM 방식 설계를 채택, 영구자석 배치를 V자형으로 하여 이로 인해 역기전력 저항을 줄이고 인버터의 악계자 제어로 고속영역의 한계 출력을 높였다.
감속기는 현대트랜시스가 개발한 출력 입력축, 중간축, 구동축의 3 베어링 타입에 모터, 인버터와 통합되어 일체형 유닛(PE)을 이룬다. 이 일체형 유닛으로 인해 파워 유닛의 강성을 올리고 경량화를 실현했으며 통합 쿨링 시스템으로 기존의 냉각수를 이용해 모터 부분의 워터재킷으로 공급하는 간접냉각방식 대신 감속기에 사용하는 냉각, 윤할 오일을 모터 내부 코일에 직접 분사하는 방식에 베어링 감소로 인해 유체저항으로 인한 저항력을 기존의 모터 방식과 동일하게 유지할 수 있으면서 냉각효율은 올렸다. 또한 사륜구동 모델의 경우, 감속기 디스커넥터 기술이 들어간다. 이 기술은 기존의 내연기관 사륜차량과 비슷하게 일반주행시 전륜에 위치한 구동모터와 구동축 사이의 동력 전달을 모터 액추에이터로 작동하는 클러치를 이용하여 물리적으로 분리 혹은 체결할 수 있도록 하였다. 이 때문에 저부하 운행시 전륜을 PE 유닛으로부터 분리해 전력 소모를 6~8% 줄이는 동시에 다이나믹한 운전을 즐길수 있도록 하였다.
인버터는 SiC(Silicon Carbide) 전력 반도체 소자를 활용, 우수한 전력 효율과 정교한 제어를 통해 주행거리를 5% 증가시켰다.
자동변속기는 컬럼식으로 장착된다. 시프트 레버를 위아래로 조작하는 벤츠의 방식은 아니고, 엑시언트 및 유니버스같이 레버 끄트머리에 있는 로터리식 스위치를 돌려서 조작하는 방식이다. 벤츠의 컬럼식 자동변속기와 비슷한 점은 시프트 레버 끄트머리에 주차(P) 스위치가 있다는 것, 그리고 중립(N)에 놓고 P버튼을 눌러서 주차한다는 것이다. 아이오닉 5를 시작으로 7세대 그랜저, 아이오닉 6, 2세대 코나, 4세대 투싼 F/L, 기아 EV9, 기아 레이 EV(개선형) 등 현대자동차그룹의 여러 승용 차종에 로터리+컬럼식 자동변속기가 확대됐다. 같은 차대를 공용하는 기아 EV6, 제네시스 GV60은 다이얼식이다.
세계 최초로 양산차에 적용된 기능 통합형 드라이브 액슬 (IDA)는 기존의 드라이브 액슬과 휠 베어링 사이를 볼트 혹은 너트로 채결하는 방식 대신 일체형으로 제작, 강성이 42% 증가했고 무게는 10% 감소하였다. 이로 인해 극한 주행시에도 거동 반응성을 기존 드라이브 액슬 차량보다 큰 폭으로 향상시켰다.
배터리 용량은 대한민국 내수용의 경우 58kW와 72.6kW 두 가지로 나뉘며, 북미 시판용 차량은 77.4kW가 유일하다. 다만 형제차인 EV6에는 대한민국 내수용에도 77.4kW 용량의 충전지가 탑재됐으며, 2022년에 약간의 부분 변경을 거치면서 대한민국 내수용 아이오닉 5에도 77.4kW 용량의 충전지가 장착됐다. 모든 차량의 최고 속력은 시속 185km/h이다. 배터리가 10%에서 80%까지 충전되는데 걸리는 시간은 800 V 용량, 350 kW 충전기 기준 18분이다. 국제 표준 소형차 배출가스 측정 기준으로 5분 충전으로 100 km가량 주행에 필요한 에너지를 충전할 수 있다.
급속충전 규격은 대한민국답게 DC콤보-1이다. 다만 일본에 판매하는 아이오닉 5에는 일본 현지 사정에 맞춰서 차데모 잭이 장착된다. 양 국가의 핸들 위치 차이에도 불구하고 컬럼식 자동변속기는 일본 사양에도 왼쪽이 아닌 오른쪽에 장착되며, 이는 일본에 출시된 2세대 코나 일렉트릭과 인스터도 마찬가지다.

### 디자인
파라메트릭 픽셀과 자연친화적 색상과 소재가 특징이다. 파라메트릭 픽셀은 전조등과 후미등, 휠을 비롯해 전기 충전구 등에서 찾아볼 수 있다. 전면부는 얇은 전조등과 클램쉘 후드를 적용해 파팅 라인을 최소화하여 첨단 이미지를 구현했다. 또한, 전면 범퍼 하단에 자리한 역동적인 모습의 지능형 공기유동 제어기는 공기저항을 줄여 주행거리를 최대화한다. 측면부는 직선으로 곧게 뻗은 캐릭터 라인과 20인치 공기 역학 구조를 적용한 휠, 디지털 사이드 미러와 오토 플러시 도어핸들이 적용되었다. 함께 탑재된 기타 편의 장비로 V2L, 전방 충돌방지 보조, 고속도로 주행 보조 2, 내비게이션 기반 스마트 크루즈 컨트롤 등이 있다.
외장 컬러는 아틀라스 화이트, 그래비티 골드 매트, 루시드 블루 펄, 올리브그린 펄, 디지털 틸그린 펄 등 총 9가지이며, 내장 컬러는 다크 페블 그레이 투 톤, 테라브라운/머드그레이 투 톤, 옵시디안 블랙 모노 톤, 다크 틸 그린 투 톤 총 4가지이다.
스티어링 휠의 혼 자리에는 현대자동차의 H 마크가 없다. 대신 모스 부호로 H를 나타내는 점 4개만 찍혀 있으며, 아이오닉 6의 스티어링 휠도 마찬가지다.

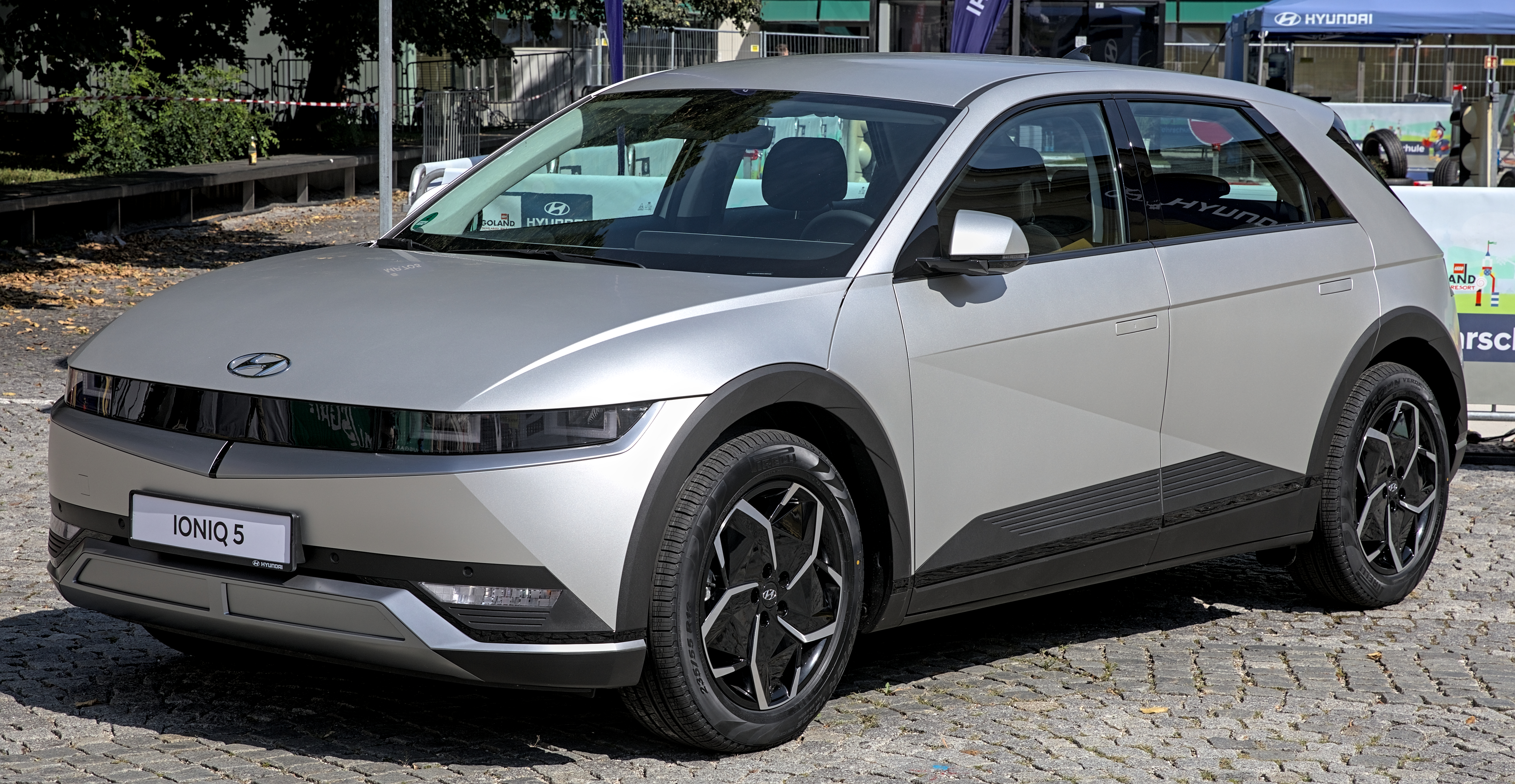
현대 아이오닉5 (전측면)
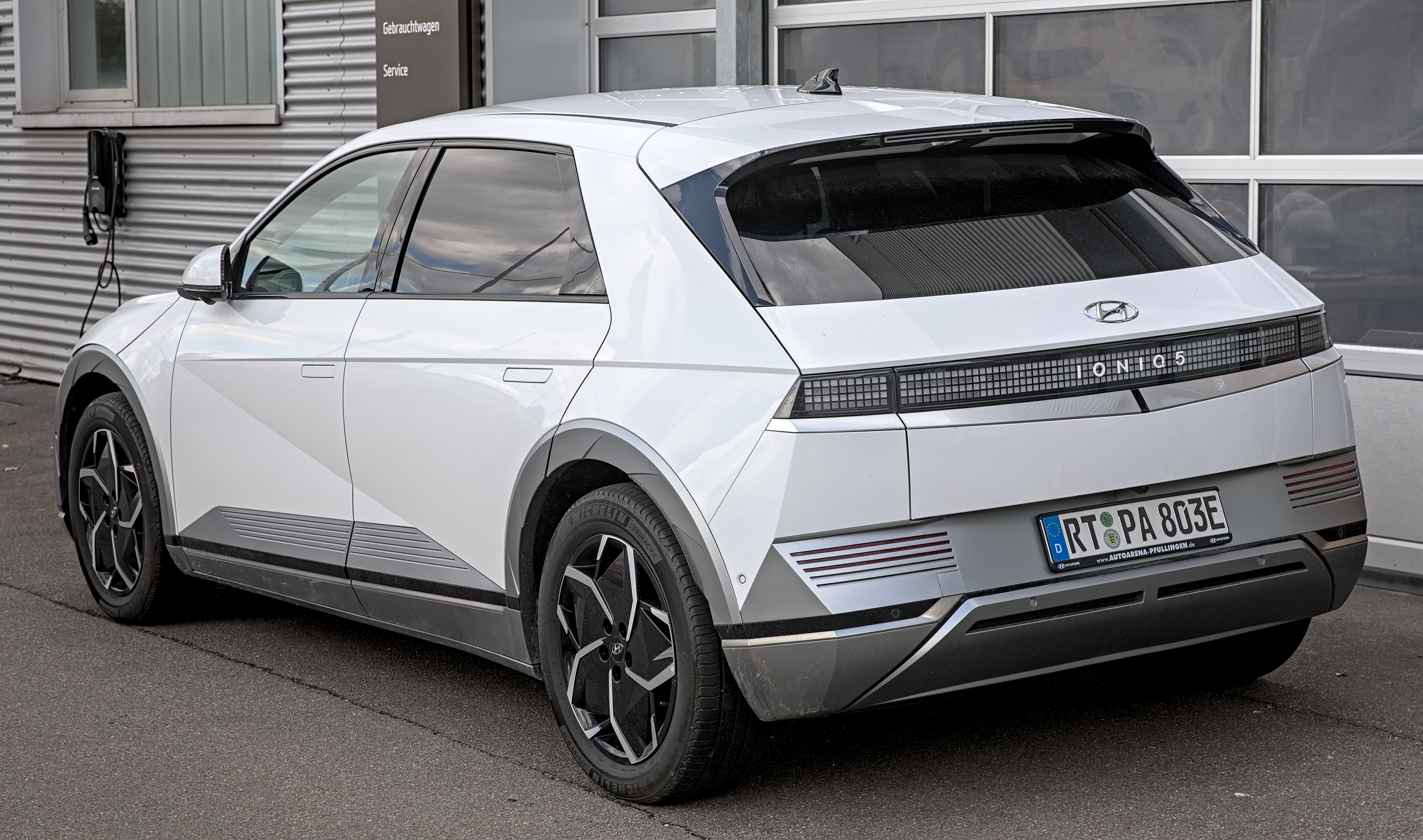
현대 아이오닉5 (후측면)
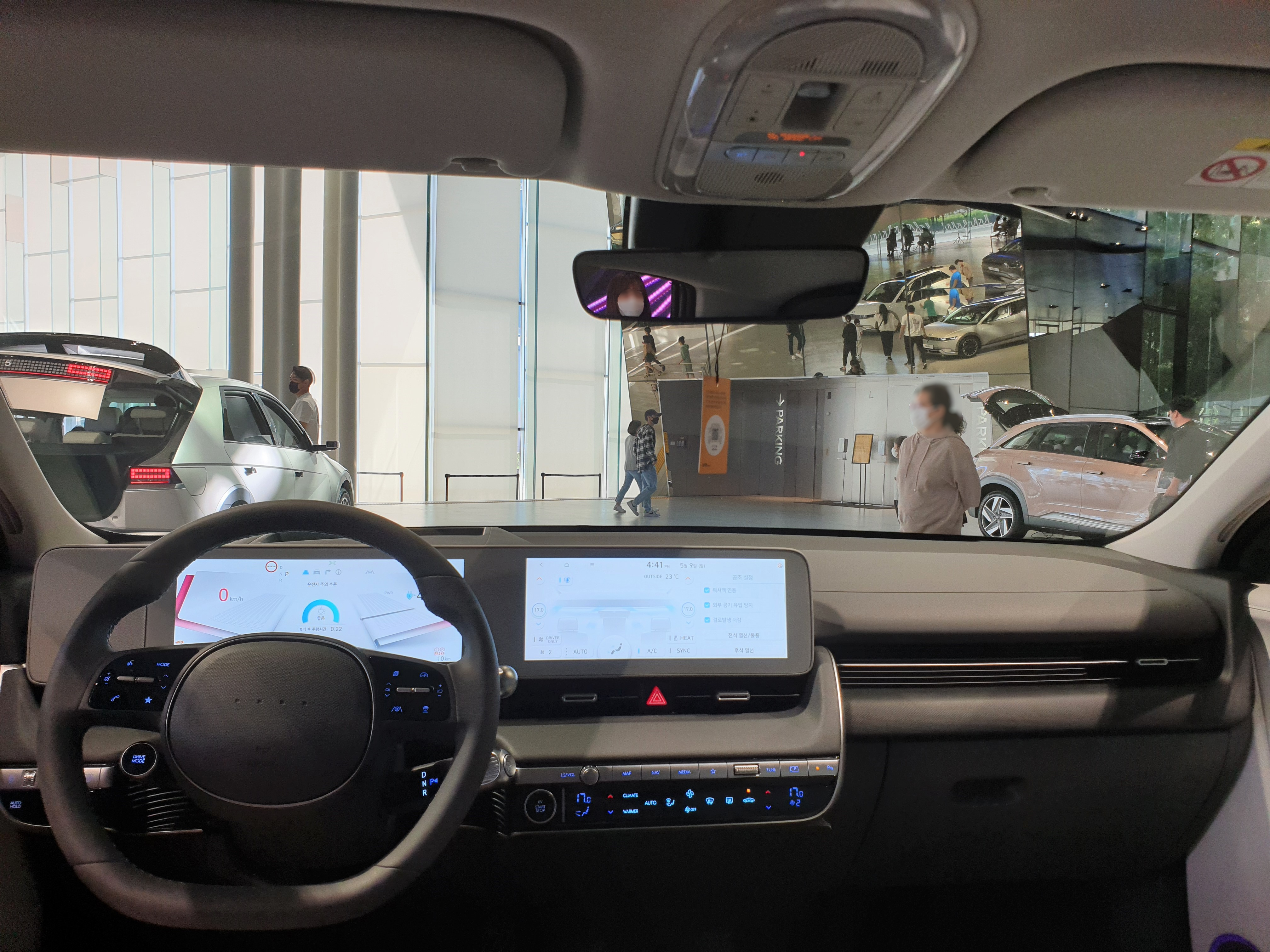
현대 아이오닉5 프레스티지 실내

### 공력 성능
리어 스포일러, 지능형 공기유동 제어기(AAF, Active Air Flap), 언더커버, 휠 등을 통한 아이오닉 5의 공기저항계수는 0.288이다. 리어 스포일러는 0.1° 간격으로 미세하게 조절해가는 개발 과정을 거쳐 디자인됐으며, 리어 스포일러 옆 부위를 막아 공기의 흐름을 제어하고 저항을 줄였다. 또한, PE 시스템을 냉각시키는 외장형 AAF는 프런트 범퍼 면과의 단차를 줄여 냉각저항 감소 효율을 높였다. AAF가 여닫힐 때 생기는 공기저항계수의 차이는 약 0.013으로, 주행 가능 거리 기준 7.3 km가량 차이가 있다. 더불어 배터리 앞뒤 영역과 뒤 서스펜션, 리어 멤버 부위에 언더커버를 적용해 공기 저항을 줄였다. 아이오닉 5에 적용된 휠의 경우 휠의 열린 면적을 최소화하고 전면을 평편하게 다듬었다. 또한, 차체 바깥으로 나오지 않게 함으로써 부딪히는 공기의 양을 최소화하고, 타이어 면을 따라 발생하는 공기가 자연스럽게 빠져나갈 수 있도록 설계했다. 이 외에도 디지털 사이드 미러 등을 통해 공기 저항을 줄였다.

### 제작 공정
아이오닉 5의 핵심 기능 중 하나인 V2L을 사용하기 위해 전기차에 탑재된 고전압 배터리와 보조배터리 모두 충전이 가능한 통합 충전 시스템 ICCU를 조립한다. ICCU를 활용해 110V나 220V 전원을 차량 내·외부로 공급이 가능하며, 개별 부품의 이동, 조립, 용접, 완성품의 이동까지 모든 제조 공정이 자동으로 이뤄진다.
배터리 팩 조립은 셀에 다공성 재질의 부착하는 공정부터 시작한다. 작업자가 작업판에 PU 패드를 적재하면 자동화 설비가 낱장의 패드를 진공 흡착한 후 양면 필름을 벗겨내고 셀에 부착해 높은 압력을 가해 점착시킨다. 이어지는 공정에선 6축 다관절 로봇이 컨베이어에 12개의 셀을 차곡차곡 쌓아 1개의 모듈로 만든다. 배터리 팩 조립 공정은 BMA, Bus Bar, 전장 케이블, 팩 기밀 유지를 위한 개스킷 등이 장착된 하부 케이스에 상부 케이스를 덮기 시작한다. 설정된 기준으로 6축 다관절 로봇이 볼트와 너트를 자동 체결하면 배터리 팩 조립 공정은 마무리된다.
옮겨진 배터리 팩은 ICCU와 PE 시스템, 그리고 앞뒤 서스펜션, 구동계 등과 만나 E-GMP 플랫폼으로 완성된다. 다른 한쪽에서는 아이오닉 5의 차체를 구성하는 패널과 뼈대를 조립해 외형을 완성하는 차체 라인에 이어 색상을 입히는 도장라인까지 작업 공정이 이어진다. 산업용 로봇이 차체 조립 및 도색 작업을 마치고, 헤드램프/테일램프, 윈드실드/윈도, 휠/타이어, 계기판/인포테인먼트 스크린, 각종 전자장비/센서 등 세부적인 요소들이 더해 아이오닉 5가 완성된다. 마지막으로 전장 집중검사 과정과 최종 품질 확인 절차가 이뤄진다.

### 로보택시
2021년 8월 31일, 외장 디자인이 공개됐다. 아이오닉 5 로보택시는 현대자동차그룹과 모셔널이 협력하여 개발한 자율주행 기술을 차량에 적용했다. 모셔널의 첫 상업용 완전 무인 자율주행 차량이며, 외관에서는 파란색 원통형의 라이다와 카메라, 레이더 등의 자율주행 센서이다. 자율주행 센서는 360도 전방위 상황 및 장애물 인식, 공간 정보 습득, 최대 300m 초장거리에 위치한 도로 상황 등을 감지한다. 실내는 E-GMP를 적용해 플랫 플로어와 긴 축간 거리로 실내 공간을 확보했다.

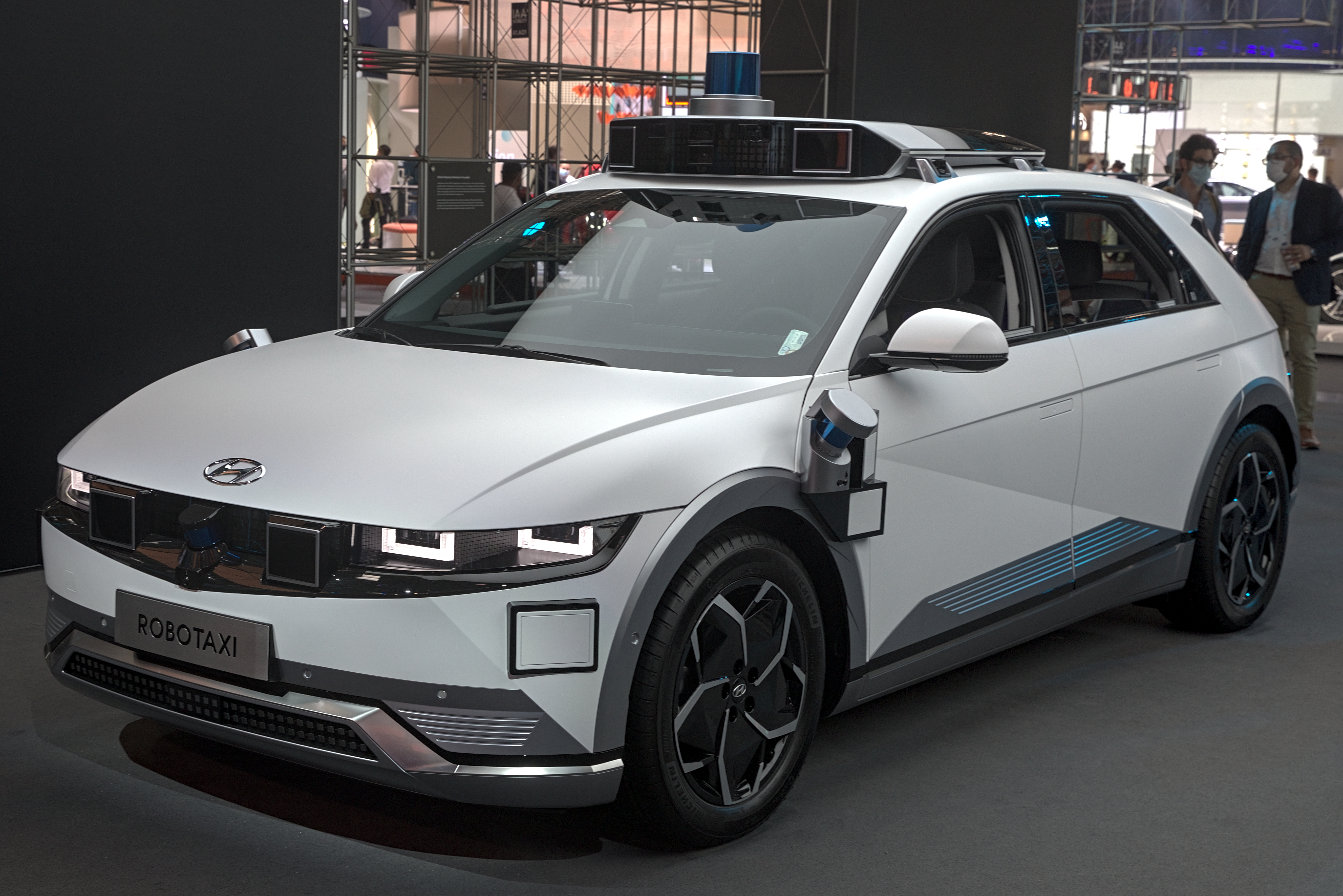
아이오닉 5 로보택시

2022년 5월 11일, 아이오닉 5 로보택시 기반 캠페인 영상이 공개됐다. 총 2편의 영상으로 제작되었으며, '사람의 마음을 닮은, 새로운 자율주행의 시작'을 주제로 레벨 4 자율주행 기술에 대한 고객경험 비전을 담고 있다. 1편은 레벨 4 자율주행차의 자전거 인식 대응, 교차로 비보호 좌회전 수행, 긴급차량 양보 등의 기능을 소개했으며, 2편은 레벨 4 자율주행차의 안전벨트 미착용 알림, 공사구간 인식 후 경로 자동 우회, 센서 이물질 감지 후 자동 클리닝, 분실물 모니터링 등의 기능이 소개됐다.
2024년 3월 31일 미국 네바다주 주행시험관을 조수석에 태우고 라스베이거스 시내에서 실제 운전자와 동일한 기준으로 치른 운전면허 시험에 한번에 통과해 운전면허를 취득했다. 교통법규 준수, 옆 차로 상황 인지, 급정거 등 실제 도로 주행과 운전 시험을 통과했다. 하지만 실제 운전면허증은 아니다.

### 더 뉴 아이오닉 5 (2024년3월~현재)
2024년 3월 4일에 더 뉴 아이오닉 5가 출시됐다. 더 뉴 아이오닉 5는 4세대 배터리가 적용돼 배터리 용량이 77.4kWh에서 84.0kWh로 증가했고, 1회 충전 주행가능거리도 458km에서 485km로 늘어났다. 새롭게 디자인한 스키드 플레이트를 전∙후면 범퍼에 적용됐으며, 기하학적인 디자인의 공력 휠과 50mm 길어진 리어 스포일러가 적용됐다. 외장 색상은 어비스 블랙 펄, 사이버 그레이 메탈릭, 에코트로닉 그레이 펄, 에코트로닉 그레이 매트, 아틀라스 화이트, 아틀라스 화이트 매트, 그래비티 골드 매트, 루시드 블루 펄, 디지털 틸 그린 펄, 얼티메이트 레드 메탈릭 등 총 10종으로 운영된다.
상단부에 이동식 센터 콘솔인 유니버설 아일랜드와 스마트폰 무선 충전 패드를 적용하고, 1열 열선 및 통풍시트, 열선 스티어링 휠, 주차 보조 기능 등을 조작할 수 있는 물리버튼을 적용하는 등 레이아웃을 변경했다. 또 픽셀 라이트가 적용된 3 스포크 스티어링 휠을 탑재하고, 인포테인먼트 및 공조 조작계의 배치를 개선했다. 신규 색상인 헤리티지 브라운과 블랙 원톤, 다크 페블 그레이, 다크 틸, 테라 브라운, 블랙 원톤/레드 스티치 포인트 등 총 6종의 내부 색상으로 운영된다.
차세대 인포테인먼트 시스템인 ccNC와 직접식 감지 스티어링 휠, 차로 유지 보조 2, 원격 스마트 주차 보조 2, 전방/측방/후방 주차 충돌방지 보조, 전방/측방/후방 주차 거리 경고 등의 편의 사양이 탑재됐으며, 지능형 헤드램프, 디지털 키 2, 디지털 센터 미러, 빌트인 캠 2, 2열 리모트 폴딩 등이 적용됐다.

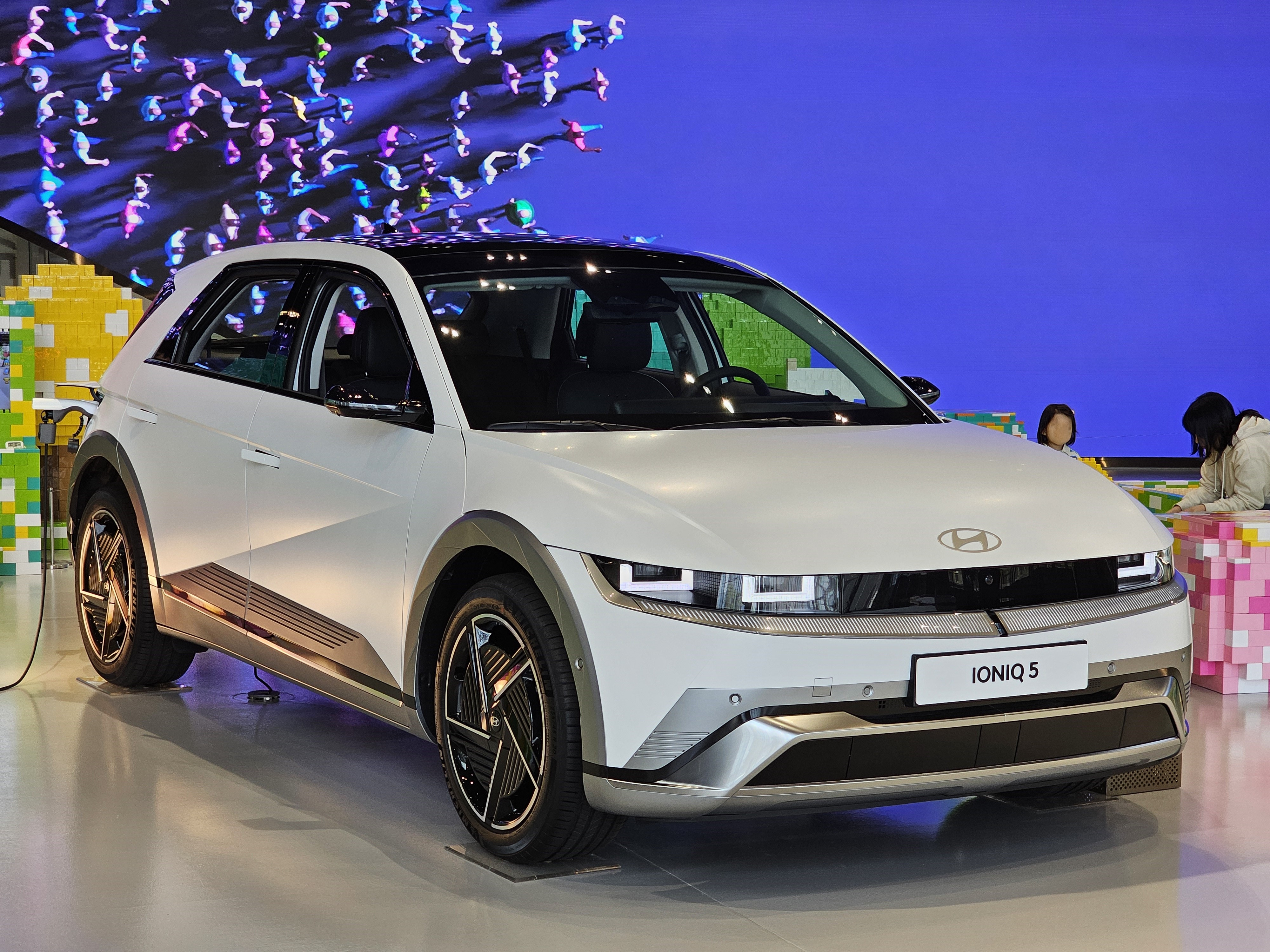
더 뉴 아이오닉 5 전측면
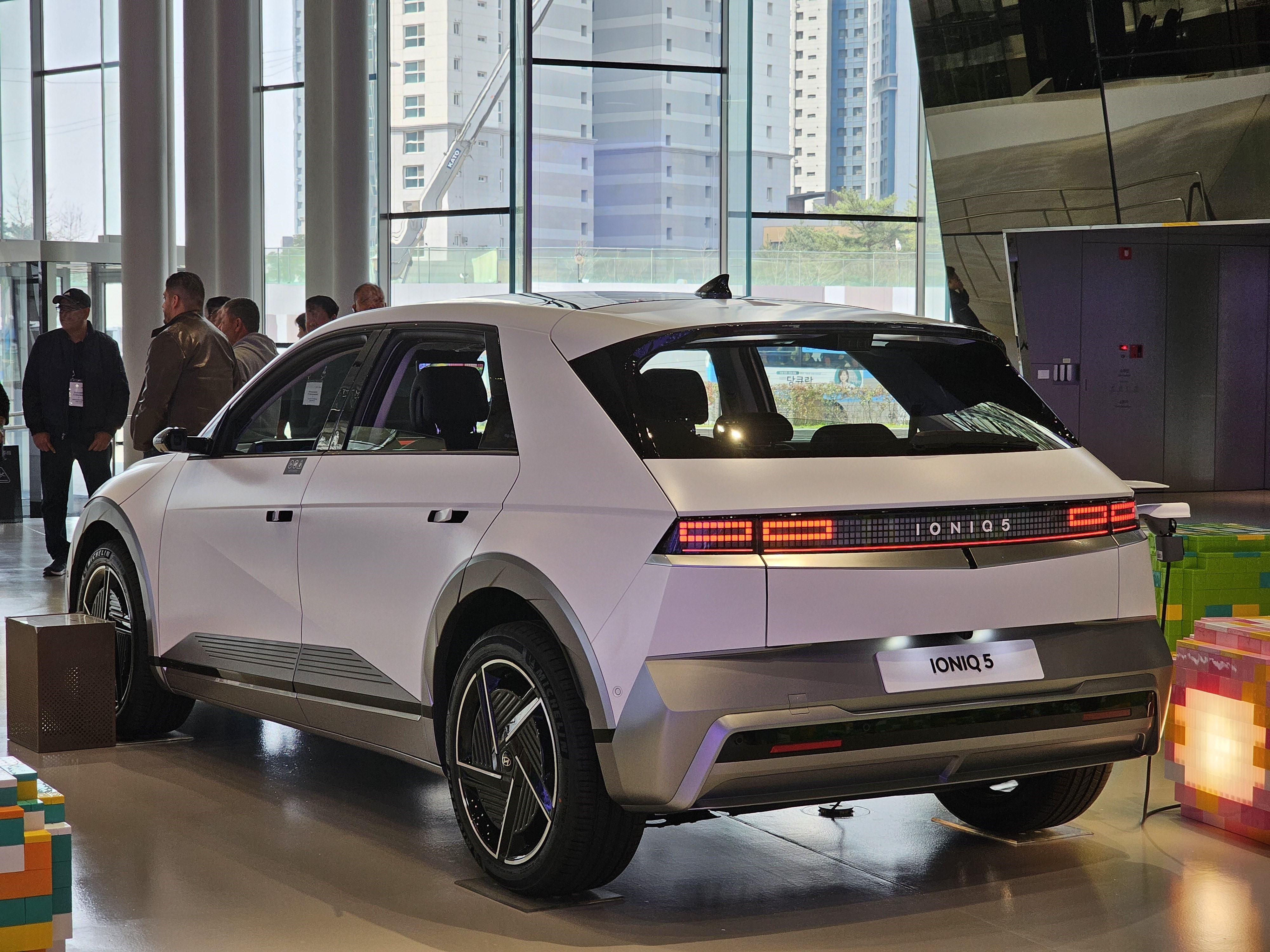
더 뉴 아이오닉 5 후측면
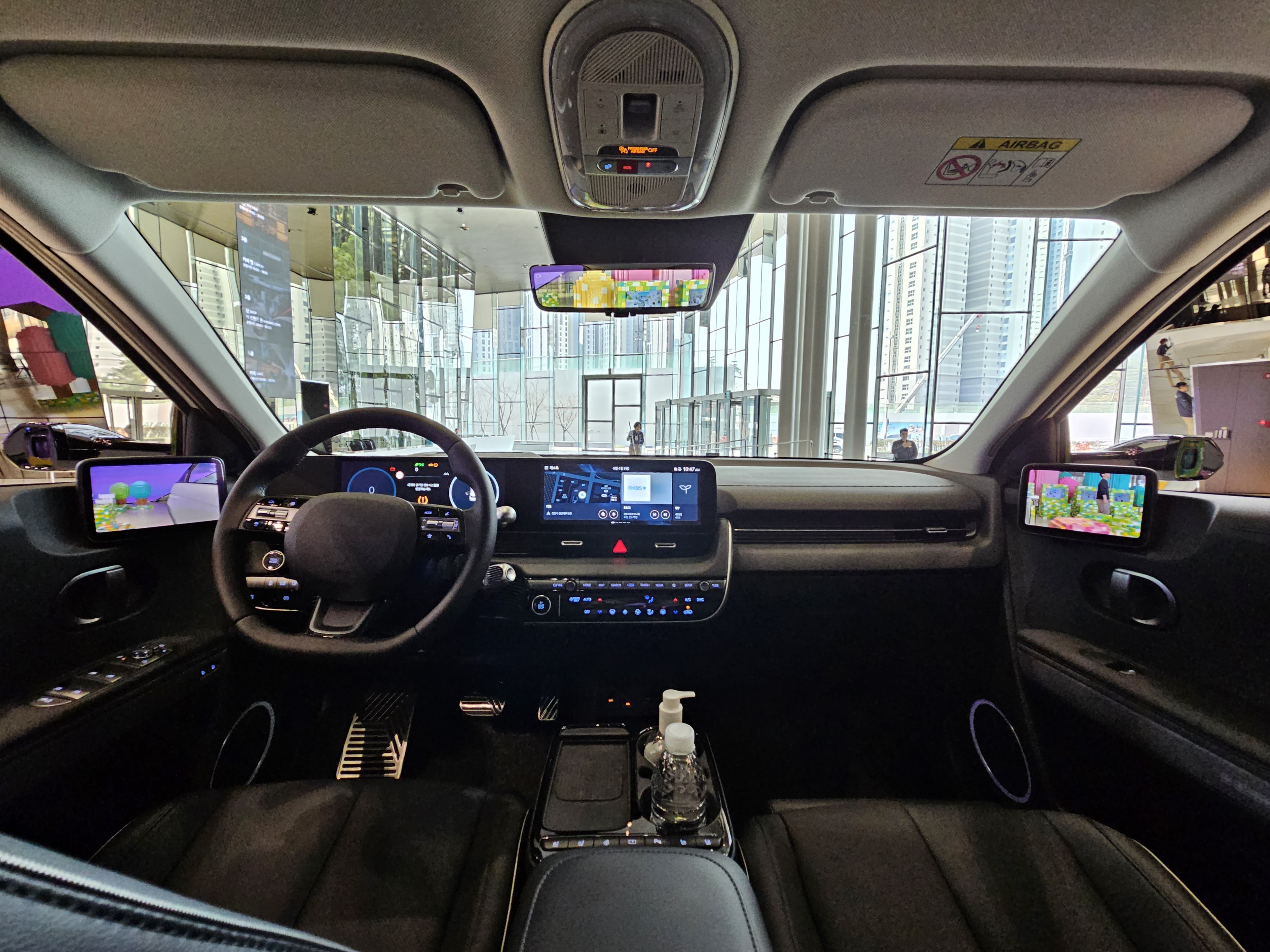
더 뉴 아이오닉 5 프레스티지 실내

2025년 5월 13일에 2025 아이오닉 5를 출시했다. 2025년형은 엔트리 트림인 E-VALUE+에 오토 플러시 도어 핸들, 익스클루시브 트림에 동승석 전동시트, 프레스티지 트림에 2열 열선시트를 기본 적용했다. 또한 서라운드 뷰 모니터, 후측방 모니터 등으로 구성된 파킹 어시스트 Lite 패키지를 신설하고 기존 최상위 트림인 프레스티지에서만 운영해온 N Line을 익스클루시브 트림까지 확대 적용했다.
판매 가격은 스탠다드의 E-VALUE+ 트림 4,740만 원, 익스클루시브 트림 5,030만 원이며, 롱레인지의 E-Lite 트림 5,064만 원, 익스클루시브 트림 5,450만 원, N Line 익스클루시브 트림 5,650만 원, 프레스티지 트림 5,915만 원, N Line 프레스티지 트림 6,025만 원이다. (※개별소비세 3.5% 기준, 세제혜택 반영 후 기준)

### N라인
N라인은 기본 모델에 N 라인 전용 전∙후면 범퍼, 바디컬러 사이드 가니쉬 및 클래딩, N 라인 엠블럼, 블랙 아웃사이드 미러 커버, N 라인 전용 20인치 알로이 휠, N 라인 전용 가니쉬 히든 라이팅 등과 내부에 N 라인 전용 가죽 스티어링 휠, 블랙 내장재 및 레드 스티치, N 라인 전용 시트, N 라인 전용 메탈 페달 및 풋레스트 등이 적용됐다.

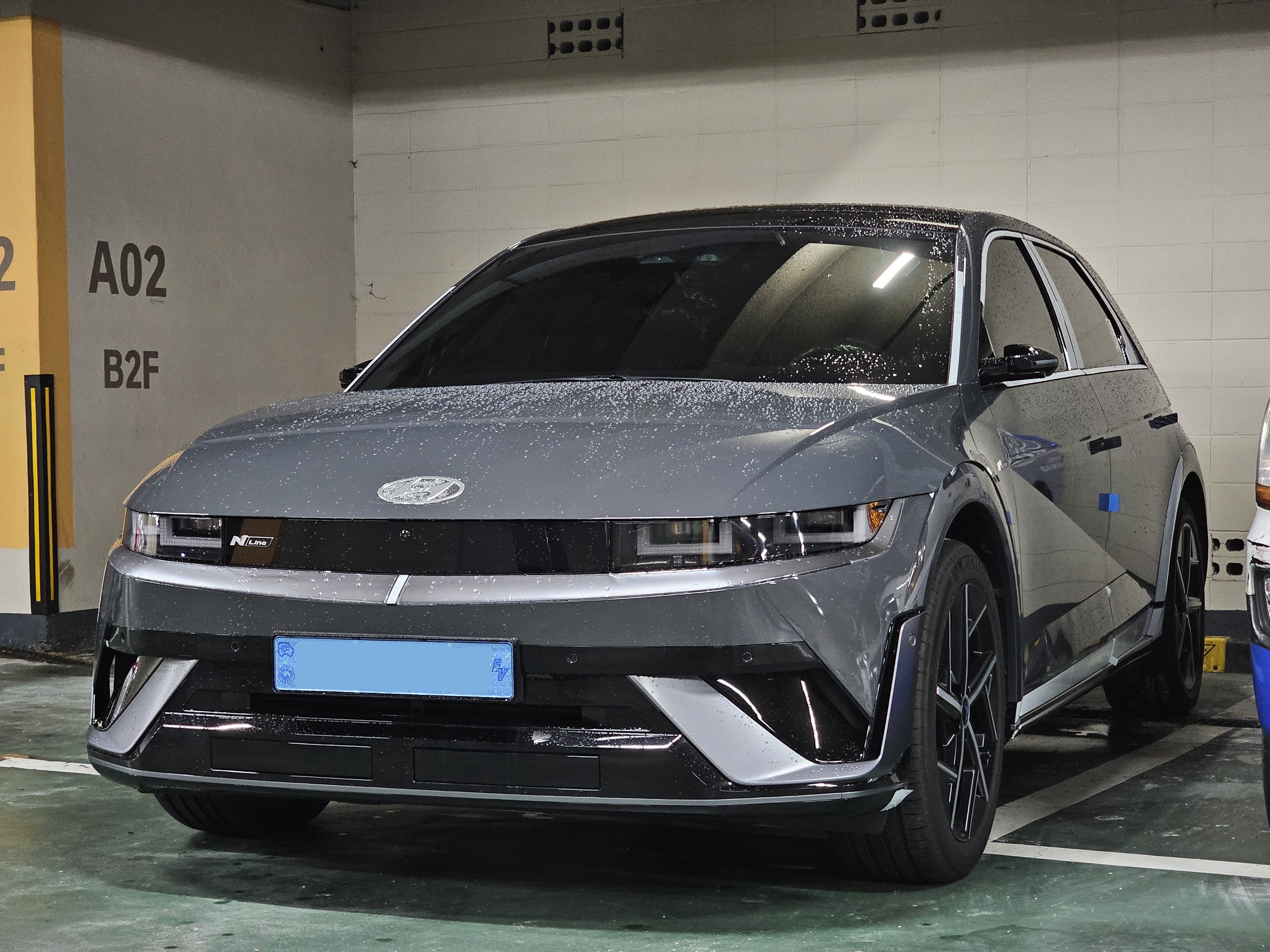
더 뉴 아이오닉 5 N  라인 전측면 N 2023년에 선보한차량으로 650마력 까지 낼수 있어 전기차의 괴물 이라고 불린다
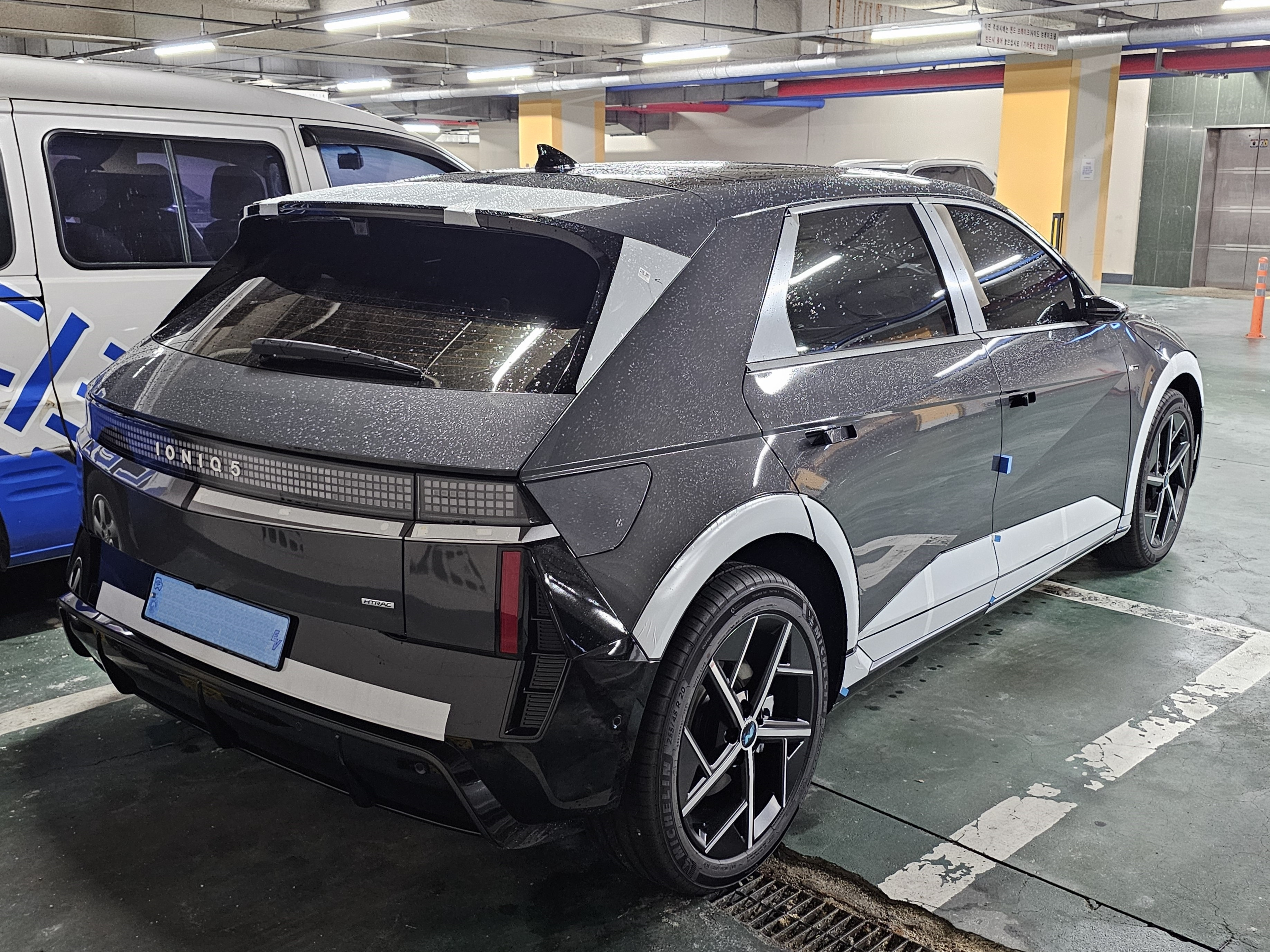
더 뉴 아이오닉 5 N 라인 후측면

## 제원

### 1세대
| 구분              | Long Range 2WD            | Long Range AWD            | Standard 2WD | Standard AWD |
| ----------------- | ------------------------- | ------------------------- | ------------ | ------------ |
| 전장(mm)          | 4,635                     | 4,635                     | 4,635        | 4,635        |
| 전폭(mm)          | 1,890                     | 1,890                     | 1,890        | 1,890        |
| 전고(mm)          | 1,605                     | 1,605                     | 1,605        | 1,605        |
| 축거(mm)          | 3,000                     | 3,000                     | 3,000        | 3,000        |
| 윤거 전 (mm)      | 1,638 (19") / 1,628 (20") | 1,638 (19") / 1,628 (20") | 1,638 (19")  | 1,638 (19")  |
| 윤거 후 (mm)      | 1,647 (19") / 1,637 (20") | 1,647 (19") / 1,637 (20") | 1,647 (19")  | 1,647 (19")  |
| 배터리 종류       | 리튬이온                  | 리튬이온                  | 리튬이온     | 리튬이온     |
| 배터리 용량 (kWh) | 72.6                      | 72.6                      | 58.0         | 58.0         |
| 최대 출력(kW)     | 160                       | 225                       | 125          | 173          |
| 최대 토크(Nm)     | 350                       | 605                       | 350          | 605          |
| 멀티 급속 충전(V) | 400 / 800                 | 400 / 800                 | 400 / 800    | 400 / 800    |

### 더 뉴 아이오닉 5
| 구분              | 2WD                     | AWD                     |
| ----------------- | ----------------------- | ----------------------- |
| 전장 (mm)         | 4,655                   | 4,655                   |
| 전폭 (mm)         | 1,890                   | 1,890                   |
| 전고 (mm)         | 1,605                   | 1,605                   |
| 축간거리 (mm)     | 3,000                   | 3,000                   |
| 윤거 전 (mm)      | 1,638(19") / 1,628(20") | 1,638(19") / 1,628(20") |
| 윤거 후 (mm)      | 1,647(19") / 1,637(20") | 1,647(19") / 1,637(20") |
| 배터리 종류       | 리튬이온                | 리튬이온                |
| 배터리 용량 (kWh) | 84.0                    | 84.0                    |
| 최대 출력 (kW)    | 168                     | 239                     |
| 최대 토크 (Nm)    | 350                     | 605                     |

## 수상
- 2022 영국 올해의 차(UK Car of the Year 2022) 선정
- 2022 독일 올해의 차(German Car Of The Year) 선정
- 2022 아우토 빌트 ‘최고의 수입차(Best Import Cars of the Year)’ 전기차 부문 1위
- 2022 아우토 자이퉁(Auto Zeitung) 전기차 비교평가 종합 1위
- 2021 오토 익스프레스(Auto Express)의 뉴 카 어워드 ‘2021 올해의 차’, ‘중형 업무용 차’, ‘프리미엄 전기차’ 선정
- 2021 IDEA 디자인 어워드(IDEA Design Award) 금상 수상
- 2021 영국 탑기어의 일렉트릭 어워드 베스트 디자인(Electric Awards Best Design)’ 부문 선정
- 2022 월드카 어워즈 세계 올해의 차((World Car of the Year) 선정[26]
- 2022 월드카 어워즈 세계 올해의 전기차(World Electric Vehicle of the Year) 선정
- 2022 월드카 어워즈 세계 올해의 자동차 디자인(World Car Design of the Year) 선정
- 2022-2023 일본 올해의 차(Car of the year Japan)  '올해의 수입차' 선정[27]
- 2025 미국 카 앤 드라이버 <2025 에디터스 초이스 어워즈> - '콤팩트 전기 SUV' 부문
- 2025 미국 카 앤 드라이버  <10 Best Trucks for 2025>

## 각종 미디어에서의 등장

### 만화에서의 등장
- 또봇: 대도시의 영웅들 - 뉴 또봇 X

### 영화에서의 등장
- 밤낚시 - 현대자동차에서 처음 제작한 단편 영화 '밤낚시'를 공개했다. 손석구 출연 및 공동제작, 문병곤 감독이 연출했는데 빌트인 캠, 서라운드 뷰 모니터(SVM), 디지털 사이드 미러(DSM) 등 아이오닉 5의 카메라 시선으로 연출했다. 2024년 6월 14일에 개봉해서 15, 16, 21, 22, 23일까지 전국 CGV 15개관에서 볼 수 있고 러닝타임은 10분 내외, 티켓 가격은 1천 원이다.[28]

## 기타
2024년 12월 26일, 인도 북부 ‘움링 라(해발 5,799m)’에서 남부 ‘쿠타나드(해발 -3m)’까지 5,802m의 고도차를 극복하며, 전기차로 기네스북 ‘최고 고도차 주행 부문’에 등재됐다.

## 같이 보기
- 전기자동차
- 현대 포니
- 현대자동차
- 현대자동차그룹